# Копылов, Иван Андреевич
Иван Андреевич Копылов (1921—1985) — лейтенант Советской Армии, участник Великой Отечественной войны, Герой Советского Союза (1943).

## Биография
Иван Копылов родился 30 марта 1921 года в посёлке Фряново (ныне — Щёлковский район Московской области). Получил неполное среднее образование, после чего работал на камвольной фабрике. В сентябре 1940 года Копылов был призван на службу в Рабоче-крестьянскую Красную Армию. С июля 1942 года — на фронтах Великой Отечественной войны. К сентябрю 1943 года гвардии старший сержант Иван Копылов командовал взводом 161-го гвардейского отдельного пушечного артиллерийского полка 7-й гвардейской армии Степного фронта. Отличился во время битвы за Днепр.
29 сентября 1943 года батарея, в которую входил взвод Копылова, переправилась через Днепр в районе села Бородаевка Верхнеднепровского района Днепропетровской области Украинской ССР и приняла активное участие в боях за захват и удержание плацдарма. Взвод Копылова отразил около 70 немецких контратак, уничтожив 1 танк, 1 артиллерийскую батарею, 3 орудия, около 150 солдат и офицеров противника.
Указом Президиума Верховного Совета СССР от 26 октября 1943 года за «образцовое выполнение боевых заданий командования на фронте борьбы с немецкими захватчиками и проявленные при этом мужество и героизм» гвардии старший сержант Иван Копылов был удостоен высокого звания Героя Советского Союза с вручением ордена Ленина и медали «Золотая Звезда».
В 1946 году Копылов окончил курсы переподготовки командного состава при Высшей офицерской артиллерийской школе. В 1947 году в звании гвардии лейтенанта он был уволен в запас. Проживал сначала в городе Ростове Ярославской области, затем вернулся во Фряново. Последнее время жизни провёл в Военном госпитале имени Бурденко, где и скончался 23 мая 1985 года. Похоронен на Новом кладбище Фряново.
Был также награждён орденами Отечественной войны 1-й и 2-й степеней, Красной Звезды, рядом медалей.